# Севастиан (Пилипчук)
Епи́скоп Севастиа́н (в миру Симеон Яковлевич Пилипчук; 7 мая 1914, село Большие Фольварки, Кременецкий уезд, Волынская губерния — 3 февраля 1992, Умань) — епископ Русской православной церкви, епископ Кировоградский и Николаевский.

## Биография
Родился 7 мая 1914 года в селе Большие Фольварки (ныне село Плоское Кременецкого района Тернопольской области) в семье крестьянина.
В 1930 году окончил среднюю школу.
В 1933 году в возрасте 19 лет поступил в Свято-Духовский скит Успенской Почаевской лавры.
16 апреля 1938 года пострижен в монашество.
28 сентября 1941 года епископом Вениамином (Новицким) в Почаевской лавре рукоположён во иеродиакона.
31 октября того же года переведён в Свято-Георгиевский скит на Казацких могилах в Ровенской области (Волынской епархии).
19 декабря 1942 года епископом Никодимом (Гонтаренко) рукоположён в сан иеромонаха.
С 1945 года — помощник эконома Почаевской Лавры. С 1948 года — эконом Лавры.
В 1951 году избран членом Духовного Собора Почаевской Лавры.
12 февраля 1954 года назначен наместником Почаевской лавры с возведением в сан архимандрита.
В 1962 году переведен в число братии Псково-Печерского монастыря.
В 1966 году переведён в Одесский Успенский монастырь.
В 1967 году экстерном окончил Одесскую духовную семинарию.
В 1969 году назначен экономом объединённого хозяйства патриаршей резиденции и Успенского мужского монастыря.
18 декабря 1971 года освобожден от должности эконома и назначен духовником Одесского монастыря.
В 1973 году заочно окончил Московскую духовную академию со степенью кандидата богословия.
12 ноября 1975 года, согласно прошению, отчислен из числа братии Успенского монастыря и перешёл в Киевскую епархию.
В 1976 году назначен настоятелем Успенского собора в Умани и благочинным храмов Уманского округа.
16 октября 1977 года во Владимирском кафедральном соборе Киева хиротонисан во епископа Кировоградского и Николаевского. Хиротонию совершали: митр. Киевский и Галицкий Филарет (Денисенко), архиепископы: Харьковский и Богодуховский Никодим (Руснак), Симферопольский и Крымский Леонтий (Гудимов), Черниговский и Нежинский Антоний (Вакарик) и епископ Винницкий и Брацлавский Агафангел (Саввин).
Определением Синода от 13—14 сентября 1989 года освобождён от управления епархией с увольнением на покой.
Под руководством Преосвященного Севастьяна был отреставрированный Кировоградский кафедральный собор во имя Пресвятой Богородицы и много других храмов епархии.
Скончался 3 февраля 1992 года в г. Умань после непродолжительной болезни.
Похоронен на монашеском кладбище г. Почаева, Тернопольской обл., Кременецкого р-на.

## Награды
- орден преподобого Сергия 2-й степени (5 марта 1987)
- орден святого равноапостольго князя Владимира 2-й степени (2 мая 1989, в связи с 75-летием)